# Eledonoprius armatus
Eledonoprius armatus – gatunek chrząszcza z rodziny czarnuchowatych i podrodziny Tenebrioninae. Zamieszkuje głównie Europę i Amerykę Północną. Relikt lasów pierwotnych. Rozwija się w grzybach nadrzewnych i przegrzybiałym drewnie.

## Taksonomia
Gatunek ten opisany został po raz pierwszy w 1799 roku przez Georga W.F. Panzera pod nazwą Opatrum armatum. Jako lokalizację typową wskazano Austrię. W 1911 roku Edmund Reitter umieścił go w rodzaju Eledonoprius, dla którego stanowi gatunek typowy. Epitet gatunkowy oznacza po łacinie „uzbrojone”.

## Morfologia
Chrząszcz o ciele długości od 2,5 do 4 mm, w zarysie owalnym z wyraźnie ząbkowanymi krawędziami głowy, przedplecza i pokryw. Ubarwienie jest kasztanowe do prawie czarnego, zwykle z nalotem białawej inkrustacji, przy czym czułki i stopy są jaśniejsze, rdzawobrązowe.
Głowa pokryta jest małymi, ostrymi guzkami, zwłaszcza na krawędziach i za oczami; u samca ma ona dwa długie ząbki na nadustku oraz dłuższą niż u samicy parę rogów na czole powyżej tegoż. Oczy są małe, poprzeczne, czarne, podzielone występami policzków. Na przedzie głowy wyrastają krótkie, rzadkie, blade szczecinki.
Przedplecze jest szersze od głowy, pośrodku sklepione, na brzegach bocznych szeroko spłaszczone i mocno ząbkowane, o krawędzi tylnej obrzeżonej punktowaną listewką, na powierzchni dość gęsto i regularnie pokryte wyraźnymi i ostrymi guzkami, zaopatrzone w dwa wyraźne wciski przy podstawie. Niewielka tarczka ma trójkątny kształt. Pokrywy są krótkie, silnie sklepione, o równoległych w zarysie bokach i rozpłaszczonych, ząbkowanych brzegach, dobrze widocznych przy patrzeniu od góry. Rzędy są wgłębione, szerokie, grubo punktowane. Międzyrzędy są żeberowato wyniesione, co drugi nieco bardziej; na każdym biegnie jeden szereg nieco mniejszych niż na przedpleczu kolcowatych guzków. Skrzydła tylnej pary są w pełni wykształcone. Odnóża wieńczą krótkie stopy o członie ostatnim znacznie dłuższym niż pozostałe razem wzięte.

## Ekologia i występowanie
Owad zaliczany do reliktów lasów pierwotnych, ściśle związany ze starymi drzewami liściastymi. Jest saproksylicznym mykofagiem. Larwy przechodzą rozwój w rosnących na brzozach, bukach, dębach, jesionach i olszach owocnikach błyskoporków (w tym: podkorowego, promienistego i skórzastego), bladoporka płaczącego oraz w sąsiadującym z tymi owocnikami przegrzybiałym drewnie, jak również w biało gnijącym drewnie sąsiadującym z owocnikami uszaka skórnikowatego i zgliszczaka pospolitego. Osobniki dorosłe stwierdzano ponadto w owocnikach hubiaka pospolitego, lakownicy żółtawej i boczniaków oraz w próchnowiskach dębów. Aktywność postaci dorosłych przypada na wieczór.
Gatunek holarktyczny. W Europie znany jest z Hiszpanii, Francji, Niemiec, Szwajcarii, Austrii, Włoch, Danii, Szwecji, Polski, Czech, Słowacji, Węgier, Ukrainy, Rumunii, Bułgarii, Słowenii, Chorwacji i Grecji, w Azji z Cypr, a w Afryce Północnej z Maroka, choć to ostatnie doniesienie jest uznawane za wątpliwe.
W wielu krajach owad ten jednak zdążył już wyginąć wskutek prowadzenia gospodarki leśnej. Spośród około 50 znanych jego stanowisk, większość stwierdzona została w drugiej połowie XIX wieku i pierwszej połowie wieku XX. Nieliczne doniesienia pochodzą z drugiej połowy XX stulecia i tylko kilka z XXI wieku. W Polsce stwierdzano go w wiekach ubiegłych na kilku stanowiskach na Śląsku, Pogórzu Przemyskim i Wolinie. W XXI wieku nie był obserwowany i na Czerwonej liście zwierząt ginących i zagrożonych w Polsce znalazł się jako gatunek przypuszczalnie wymarły (EX?). Na „Czerwonej liście gatunków zagrożonych Republiki Czeskiej” z kolei umieszczony jest jako gatunek krytycznie zagrożony wymarciem (CR). Znany jest tam z kilku stanowisk na Morawach i jednego w Bohemii. W Niemczech, Danii, Szwecji, Węgrzech, Bułgarii, Chorwacji i na Cyprze w XXI wieku gatunek ten w ogóle nie był notowany.